# Гимностомум северный
Гимностомум северный (лат. Gymnostomum boreale) — вид листостебельных мхов рода Гимностомум (Gymnostomum) семейства Поттиевые (Pottiaceae). Растение впервые описано в 1986 году шведскими ботаниками Э. С. Нюхольм и Л. Хеденэсом.

## Распространение, описание
Считается эндемиком России; был обнаружен в республике Карелия. В то же время в 2000-х годах несколько экземпляров было обнаружено на территории Финляндии (в районе городской общины Куусамо).
Растёт компактными пучками высотой до 10 мм. Предпочитает произрастать на известняковых скалах и слюдяных сланцах.

## Замечания по охране
Данные о природоохранном состоянии вида противоречивы.
В 2000 году Gymnostomum boreale получил статус «least concern» («вызывающие наименьшие опасения») согласно классификации Международного союза охраны природы. Шведская таксономическая база данных же классифицирует вид как «vulnerable» («уязвимый»).
Внесён в Красную книгу Финляндии, где имеет статус «critically endangered» («виды на грани исчезновения»). Внесён в Красную книгу Республики Карелия (статус 2 (EN)).